# Pringleite
La pringleite è un minerale.